# Heinrich Bank

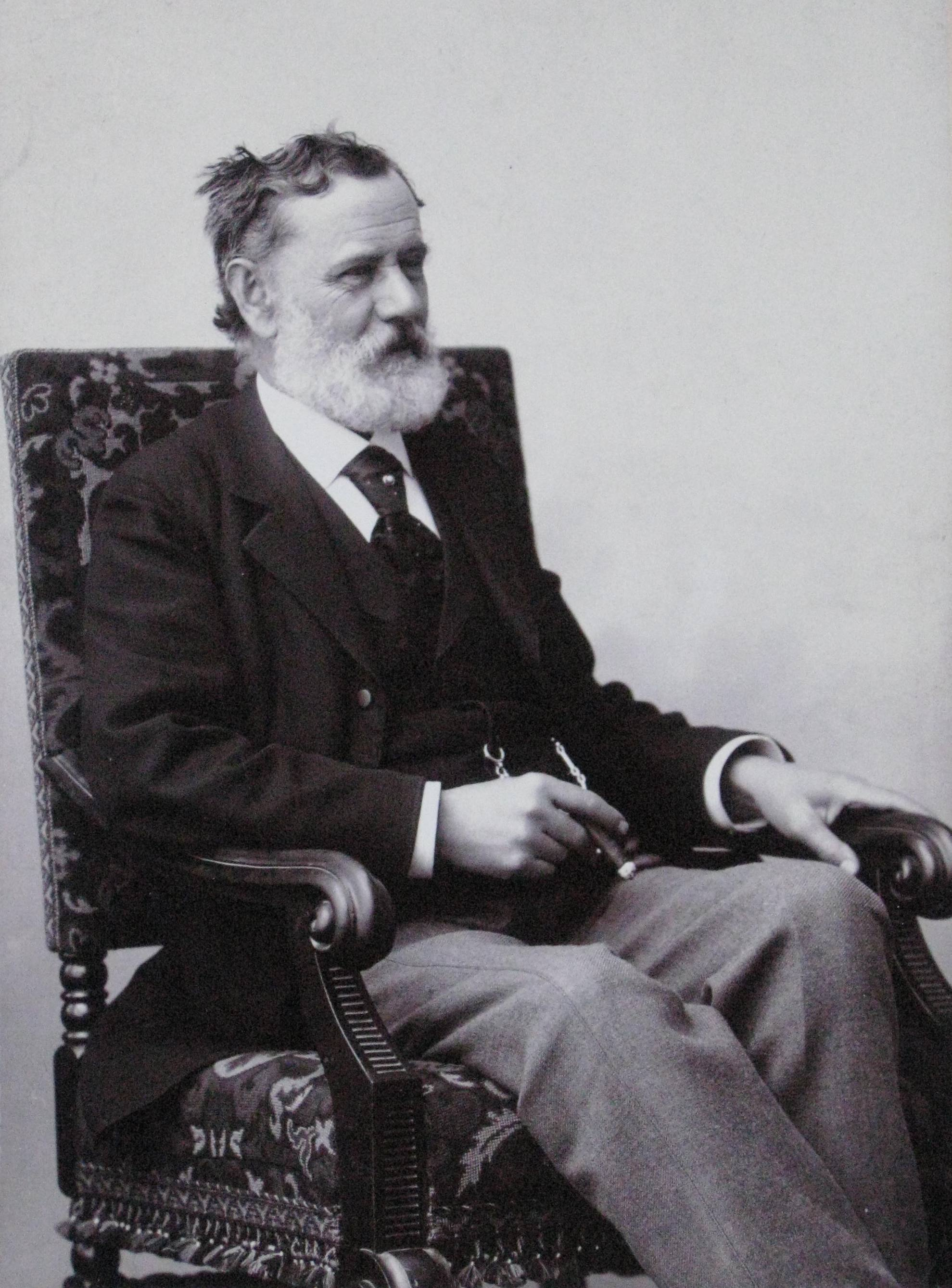
Heinrich Bank, ca. 1905

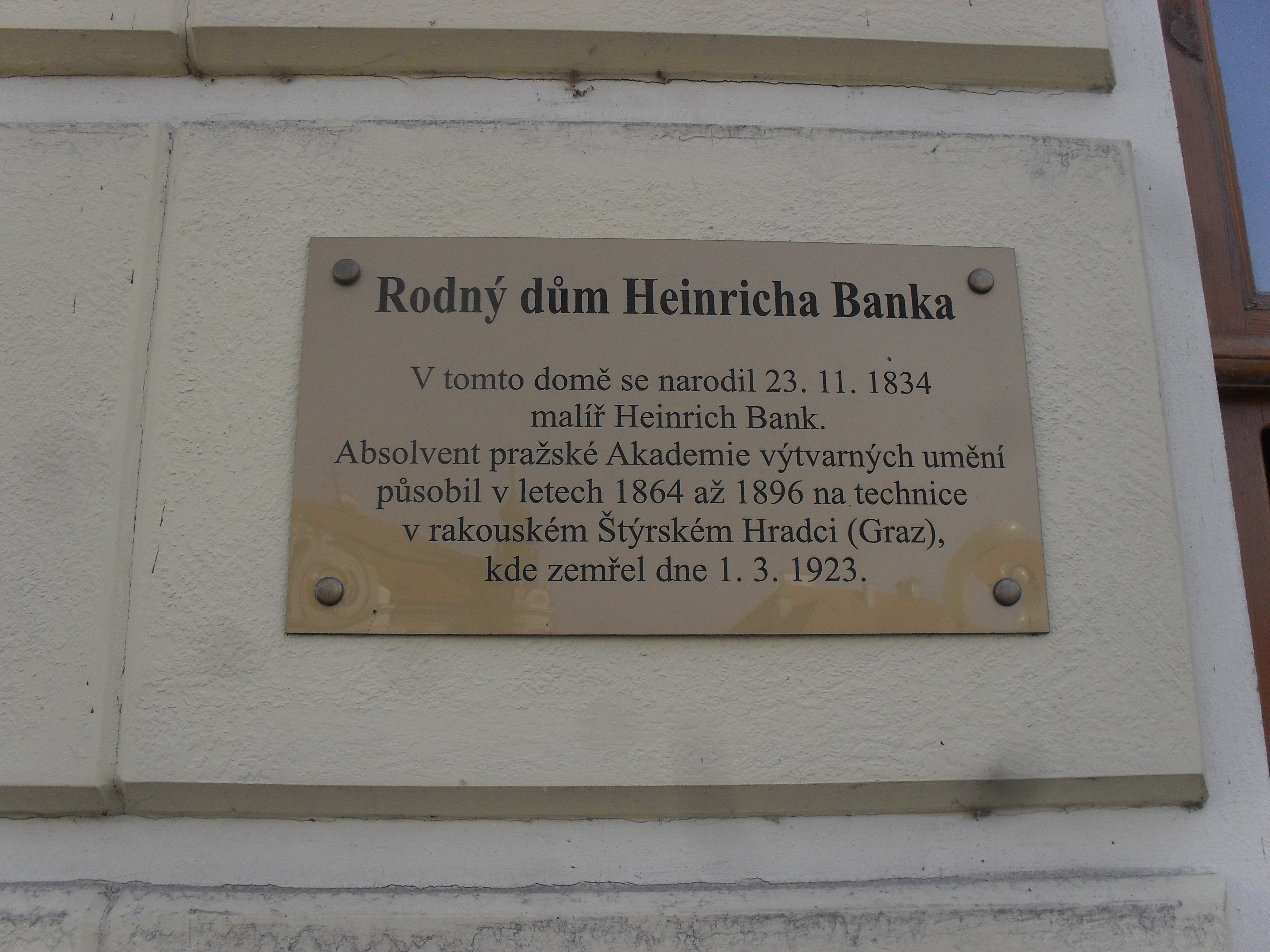
Tafel am Geburtshaus in Dux

Heinrich Bank (* 23. November 1834 in Dux/Nordböhmen; † 1. März 1923 in Graz) war ein deutsch-böhmischer Historienmaler und Professor an der Technischen Hochschule in Graz.

## Leben
Heinrich Banks Vater, Johann Gerhard Bank war Zinngießermeister und wanderte von Braunschweig nach Nordböhmen ein, wo er 1834 in Dux die Tochter eines Tischlers aus Leitmeritz ehelichte. Noch im selben Jahr kam im Haus neben dem Rathaus deren Sohn Heinrich zur Welt. Nach dem Besuch der Realschule in seiner Heimat studierte er von 1855 bis 1862 an der Akademie in Prag bei den Professoren Eduard von Engerth, Max Haushofer und Bernhard Grueber. Im Jahr 1860 nahm er erstmals an einer Ausstellung in Prag teil und konnte sofort mit dem Ölbild Die Nagelprobe reüssieren. Am 1. März 1864 wurde er Assistent an der k.k. deutschen Oberrealschule in Prag, im August vermählte er sich zu St. Ägyd in Prag, im folgenden Jahr bewarb er sich um eine ausgeschriebene Lehrstelle an der Technischen Lehranstalt am Joanneum in Graz. Die Entscheidung zwischen ihm und dem Professor an der Landeskunstschule Hermann von Königsbrunn (1823–1907) fiel letztendlich zu seinen Gunsten aus, ab 1. Oktober 1865 trat er seine Stelle als Lehrer für Figurenzeichnen in Graz an, später wurde er Professor und zuletzt Dekan der Fakultät für Architektur. 1906 ging er in Pension, lebte aber noch bis ins hohe Alter von 88 Jahren in Graz.

## Bedeutung

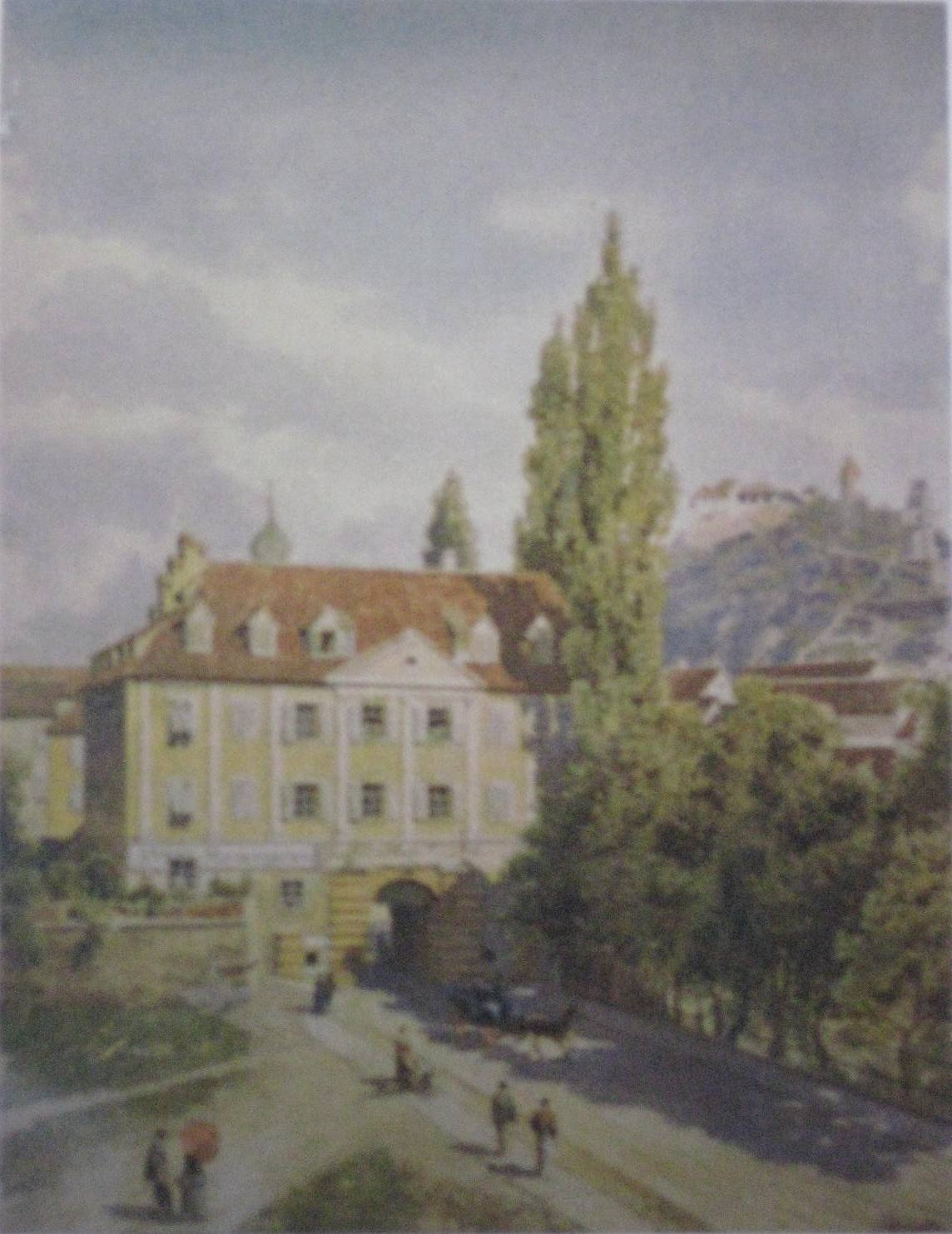
Das Neuthor in Graz, Aquarell von Heinrich Bank (etwa 1875)

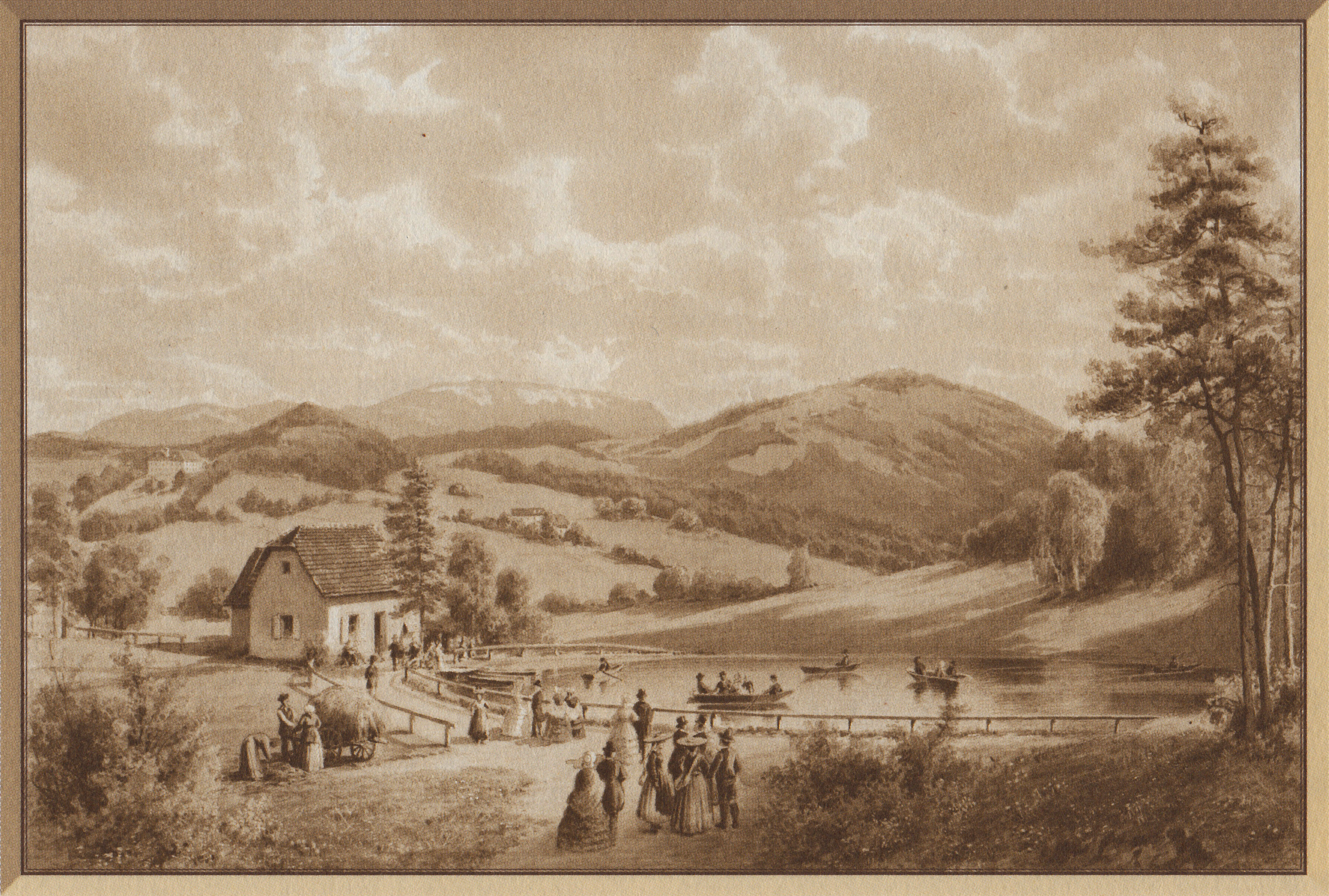
Reproduziertes Aquarell vom Hilmteich

In der Steiermark gab es in der zweiten Hälfte des 19. Jahrhunderts bei der Malerei ein Vakuum, dadurch war es für Heinrich Bank leicht, eine führende Stellung einzunehmen. Er wurde auch als Grazer Rudolf von Alt bezeichnet. Besonders beliebt waren seine Aquarelle historischer Gebäude, so etwa jene des 1883 abgerissenen Neutores in Graz. Mit seinem Wechsel in den Ruhestand und dem Aufkommen des Impressionismus verlor er an Bedeutung und geriet schließlich in Vergessenheit. Abgesehen von der großen Zahl an Studenten an der Technischen Hochschule hatte Heinrich Bank nur wenige Schüler:
- Josef von Arbesser (1850–1928)
- Adolf Brunnlechner (1863–1960)
- Anton Reckziegel (1865–1936)
- Anton Marussig (1868–1925)
- Luigi Kasimir (1881–1962)

## Werke
In seiner Prager Zeit hat Bank überwiegend Ölbilder geschaffen:
Friedrich der Schöne mit seiner blinden Gemahlin zu Mauerbach, 1861
Würfelspielende Landsknechte, 1862
Ein langer Arbeitstag geht zu Ende, 1865
In Graz widmete er sich dann ganz dem Aquarell. Die Motive dazu stammten aus Graz, der übrigen Steiermark, Kärnten, Bayern, der Schweiz, Italien und Dalmatien. Seine Tierbilder wurden auch zur Illustration zweier Bücher herangezogen.
Die österreichisch-ungarische Monarchie in Wort und Bild, ab 1887
Das Thierleben der österreichisch-ungarischen Tiefebenen, 1897
Zu Lebzeiten war er regelmäßig in Ausstellungen vertreten, vor allem bei jenen des Steiermärkischen Kunstvereins und der Vereinigung bildender Künstler, zum Beispiel 1900 in der Alten Universität in Graz (30 Aquarelle), später nur noch 1984 in Dux (30 Werke) und zuletzt in Straßengel (2008 und 2010 jeweils Aquarelle aus Alt-Graz). Eine große Anzahl seiner Bilder befinden sich in Museen und Archiven (Joanneum, Grazer Stadtmuseum, Steiermärkisches Landesarchiv, Kärntner Landesmuseum, Regionalmuseum Teplitz) sowie in Privatbesitz.